# Ernest John Moeran
Ernest John Moeran (Heston, banlieue de Londres, 31 décembre 1894 - 1er décembre 1950) est un compositeur britannique.

## Biographie
Fils d'un pasteur irlandais, Moeran commence l'apprentissage du violon et du piano dès l'enfance. À l'âge de dix ans, il est envoyé à la Suffield Park Preparatory School, à Cromer, dans le Norfolk. En 1908, il rejoint la Uppingham School, école où il passe les cinq années suivantes. En 1913, il entre au Royal College of Music et étudie avec Charles Villiers Stanford. Blessé pendant la Première Guerre mondiale en 1917, il rentre à la Uppingham School où il enseigne la musique. Mais il n'est pas satisfait de ce poste, et reprend ses études au Royal College of Music avec le compositeur John Ireland.
De 1931 date son œuvre intitulée Lonely Waters (Eaux solitaires).
Il entame l'écriture de son concerto pour violon après avoir terminé sa symphonie en sol à l'automne 1937. La première audition du concerto a lieu en 1942 où le dédicataire Arthur Catterall tient le violon.

## Œuvres
- Symphonie en sol
- Lonely Waters (1931)
- Concerto pour violon (1942)
- Whythorne's Shadow
- Concerto pour violoncelle